# Артурово седиште
Артурово седиште или Артуров трон је древни, угашени вулкан који представља главни врх групе брда у Единбургу, у Шкотској. Налази се источно од центра града, односно око 1,6 km источно од Единбуршког замка. Брдо се издиже изнад града до висине од 250,5 m. Са њега се пружа одличан панорамски поглед на град и шире. Брдо је релативно лако за пењање и популарно за шетњу. Иако се на њега може попети из готово сваког правца, најлакши успон је са истока, где се травната падина уздиже изнад језера Дансапи. На огранку брда, серија високих клифова позната под називом Солзбери Крагс била је традиционално место одржавања стенског пењања са рутама различитих степена тежине. Временом је пењање било ограничено на „Јужни каменолом”, али је 2019. године приступ био потпуно забрањен.